# Wieluń (przystanek kolejowy)
Wieluń – przystanek kolejowy w Wieluniu, w województwie łódzkim, położony na linii kolejowej nr 181 łączącej Herby Nowe z Oleśnicą.

## Ruch pasażerski
| Rok  | Wymiana pasażerska na dobę |
| ---- | -------------------------- |
| 2017 | 20-49                      |
| 2022 | 50-99                      |

## Historia
Ze względu na odległe położenie stacji Wieluń Dąbrowa od miasta, władze lokalne zabiegały o wybudowanie przystanku osobowego. W dniu 10 marca 1950 powołano Społeczny Miejski Komitet Budowy Przystanku Kolejowego. Celem było gromadzenie funduszy oraz wpływanie na władze kolejowe, by wspólnie z władzami miejskimi sfinansować budowę. Przystanek kolejowy Wieluń Miasto powstał w 1952 roku przy obecnej ul. Warszawskiej. Po latach, ze względu na zły stan techniczny peronu, podjęto decyzję o jego przebudowie. Nowy peron przystanku ma wysokość 0,76 metra, 250 metrów długości oraz barierki i pochylnię ułatwiającą dojście. Wraz z budową peronu oprofilowano tor na całej długości peronu.
15 kwietnia 2019 roku został wznowiony ruch pociągów ze zmodernizowanego peronu.

## Połączenia bezpośrednie
- Częstochowa
- Kępno
- Kołobrzeg
- Kraków
- Krzepice
- Poznań
- Tarnowskie Góry
- Wieluń Dąbrowa